# Brasil nos Jogos Olímpicos de Verão de 1948
O Brasil competiu nos Jogos Olímpicos de Verão de 1948 em Londres, na Inglaterra com 77 atletas, sendo 70 homens e 7 mulheres, em 10 esportes: atletismo, basquete, boxe, esgrima, esportes aquáticos - natação e saltos ornamentais -, hipismo, pentatlo moderno, remo, tiro esportivo e vela.
Finalmente o Brasil tinha uma boa delegação fruto de um trabalho bem organizado pelos dirigentes esportivos. Isso, entretanto, não se traduziu em medalhas. A única do país nessa edição dos Jogos foi uma medalha de bronze da seleção masculina de basquete (a primeira), que na disputa pelo terceiro lugar, venceu o México por 52 a 47. Foi o resultado de um torneio com 7 vitórias e apenas uma derrota, para a França.
A equipe que teve Moacir Daiuto como diretor técnico era formada por: Alberto Marson, Alexandre Gemignani, Alfredo Rodrigues da Mota, Affonso Azevedo Évora, João Francisco Brás, Luís Benvenuti, Marcus Vinícius Dias, Massinet Sorcinelli, Nilton Pacheco de Oliveira, Ruy de Freitas e Zenny de Azevedo (Algodão).
Além do basquete, os melhores desempenhos dos brasileiros foram na natação e no atletismo. A nadadora Piedade Coutinho, nos 400m livre, e a equipe composta por Eleonora Margarida J. Schimidt, Maria Angélica Leão Costa, Piedade Coutinho e Talita Alencar Rodrigues, na prova de 4x100m livre, terminaram a competição em sexto lugar. O nadador Willy Otto Jordan, nos 200m peito, conseguiu a mesma classificação.
Apesar do Brasil ter contado com o futuro recordista Adhemar Ferreira da Silva no salto triplo, o melhor desempenho no atletismo ficou por conta de Geraldo Silveira, com uma quinta colocação.